# 요나이 내각
요나이 내각(米内内閣)은 해군대장 요나이 미쓰마사가 제37대 내각총리대신으로 임명되어, 1940년 1월 16일부터 1940년 7월 22일까지 존재한 일본의 내각이다.

## 재직 기간
- 1940년(쇼와 15년) 1월 16일 ~ 1940년(쇼와 15년) 7월 22일
- 재직 일수 : 189일

## 인사

### 국무대신
| 직책         | 대수 | 성명              | 성명 | 주요 경력                                       | 재직 기간                         | 비고 |
| ------------ | ---- | ----------------- | ---- | ----------------------------------------------- | --------------------------------- | ---- |
| 내각총리대신 | 37   | 요나이 미쓰마사   |      | 예비역 해군대장                                 | 1940년 1월 16일 ~ 1940년 7월 22일 |      |
| 외무대신     | 55   | 아리타 하치로     |      | 외무대신 귀족원 의원                            | 1940년 1월 16일 ~ 1940년 7월 22일 |      |
| 내무대신     | 29   | 고다마 히데오     |      | 척무대신 체신대신                               | 1940년 1월 16일 ~ 1940년 7월 22일 |      |
| 대장대신     | 41   | 사쿠라우치 유키오 |      | 상공대신 농림대신                               | 1940년 1월 16일 ~ 1940년 7월 22일 |      |
| 육군대신     | 28   | 하타 슌로쿠       |      | 교육총감·육군대장                               | 1940년 1월 16일 ~ 1940년 7월 22일 |      |
| 해군대신     | 20   | 요시다 젠고       |      | 연합함대총사령관 해군 중장                      | 1940년 1월 16일 ~ 1940년 7월 22일 |      |
| 사법대신     | 18   | 기무라 쇼타쓰     |      | 검사총장 귀족원 의원                            | 1940년 1월 16일 ~ 1940년 7월 22일 |      |
| 문부대신     | 24   | 마쓰우라 시게지로 |      | 문부차관 경성제국대학 총장                      | 1940년 1월 16일 ~ 1940년 7월 22일 |      |
| 농림대신     | 16   | 시마다 도시오     |      | 법제국장관 전 농림대신                          | 1940년 1월 16일 ~ 1940년 7월 22일 |      |
| 상공대신     | 19   | 후지와라 긴지로   |      | 전기화학공업(現 덴카 주식회사) 회장 귀족원 의원 | 1940년 1월 16일 ~ 1940년 7월 22일 |      |
| 체신대신     | 46   | 가쓰 마사노리     |      | 상공정무차관 입헌민정당 간사장                  | 1940년 1월 16일 ~ 1940년 7월 22일 |      |
| 철도대신     | 19   | 마쓰노 쓰루헤이   |      | 내무정무차관 입헌정우회 간사장                  | 1940년 1월 16일 ~ 1940년 7월 22일 |      |
| 척무대신     | 17   | 고이소 구니아키   |      | 조선군 사령관 관동군 참모장                     | 1940년 1월 16일 ~ 1940년 7월 22일 |      |
| 후생대신     | 5    | 요시다 시게루     |      | 내각서기관장 귀족원 의원                        | 1940년 1월 16일 ~ 1940년 7월 22일 |      |